# چارلی پدوک
 چارلی پدوک (انگلیسی: Charley Paddock؛ ۱۱ اوت ۱۹۰۰ – ۲۱ ژوئیهٔ ۱۹۴۳) یک ورزشکار اهل ایالات متحده آمریکا بود.